# NS 4100
De serie NS 4101 - 4149 was een serie locomotieven die kort na de Tweede Wereldoorlog dienst gedaan hebben bij de Nederlandse Spoorwegen. De locomotieven kwamen uit Duitsland en waren daar bekend als de Pruisische G 8.1, later Deutsche Reichsbahn Baureihe 55.